# 墨子
墨子（ぼくし、拼音: Mòzǐ）は、中国戦国時代に活動した諸子百家の墨家の開祖、墨 翟（ぼく てき、拼音: Mò Dí、紀元前470年頃 - 紀元前390年頃）の尊称。およびその人物に仮託された書物の題名。平和主義・博愛主義を説いた。中国の科学技術史の先駆者にも位置付けられる。

## 墨翟
墨翟の素性には謎が多く、「墨」が姓なのかについても諸説ある。「墨」は綽名で姓は不明とも、「墨」は氏で姓は「子」ともされる。
出身地に関しても、魯・宋・楚など諸説あり、中華民国初期にはインド人説まで提唱された。
「墨」という姓から、墨（すみ）を頻繁に扱う工匠・土木業者だった、入れ墨を施された罪人だった、あるいは褐色の肌だった、など諸説ある。司馬遷『史記』孟子荀卿列伝では「蓋し墨子は宋の大夫なり」（恐らく墨翟は宋の高官であろう）として憶測の文章になっており、前漢から早くも謎多き人物だったようである。
墨翟は、当初は儒学を学ぶも、儒学の仁の思想を差別的な愛であるとして満足しなかった。そこで、無差別的な愛を説く独自の思想を切り拓き、一つの学派を築くまでに至った。一方で、その平和主義的な思想は、軍拡に躍起になっていた諸侯とは相容れず、敬遠されがちであった。
墨翟の死後、墨家は禽滑釐・孟勝・田譲に導かれて一大勢力となるが、最終的に秦による統一までには消滅した。

## 『墨子』

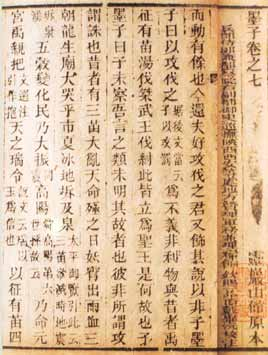
『墨子』

名目上の著者は墨翟だが、実際は墨翟本人よりも弟子たちによって、学派全体の思想変遷や派閥対立を伴いながら、徐々に作成された。全53篇が現存しているが、本来はもっとあり、一部の篇が散逸した姿と推定される。
- 第一部　「親士」「修身」「所染」「法儀」「七患」「辞過」「三弁」篇
断想集。序盤に配置されているが内容的には主要でない。
- 第二部　「尚賢」「尚同」「兼愛」「非攻」「節用」「節葬」「天志」「明鬼」「非楽」「非命」「非儒」篇
通称「十論」。墨家の主要思想。それぞれ上中下篇の三篇からなるが「節用下」「明鬼上」などは散逸している。
- 第三部　「経上」「経下」「経説上」「経説下」「大取」「小取」篇
通称「墨弁」「墨経」。論理学・幾何学・光学などに関する術語事典・学説集。難解。
- 第四部　「耕柱」「貴義」「公孟」「魯問」「公輸」篇
墨翟の逸話（説話）集・言行録。
- 第五部　「備城門」「備高臨」「備梯」「備水」「備突」「備穴」「備蛾傅」「迎敵祠」「旗幟」「号令」「雑守」篇ほか、散逸10篇
城市防衛（守城）のための兵器工学や戦術学、政治制度に関する具体的な手引書。

## 主な思想
以下が、『墨子』に伝えられる墨家の十大主張、通称「十論」である。全体として、儒家に対抗する主張が多い。また、実用主義的であり、秩序の安定や労働・節約を通じて人民の救済と国家経済の強化をめざす方向が強い。論の展開方法としては、比喩や反復を多用しており、一般民衆に理解されやすい主張展開が行なわれている。この点、他の学派と異なった特色を有する。
兼愛（兼愛交利）
兼ねて愛する（区別せずに愛する・すべて愛する）の意。万人を公平に差別なく愛せよという教え。現代でいう博愛主義に近い。儒家の愛は家族や長たる者に対してのみの偏愛であるとして排撃した。また、利益は無差別から生まれ、不利益は差別から起こるとした。
非攻
当時の戦争による社会の衰退や殺戮などの悲惨さを非難し、他国への侵攻を否定する教え。ただし防衛のための戦争は否定しない。このため墨家は土木、冶金といった工学技術と優れた人間観察という二面より守城のための技術を磨き、他国に侵攻された城の防衛に自ら参加して成果を挙げた。また、「一人を殺せば死刑なのに、なぜ百万人を殺した将軍が勲章をもらうのか」と疑問を投げかけている。
尚賢
貴賎を問わず賢者・有能者を登用すること。「官無常貴而民無終賤（官に常貴無く、民に終賤無し）」と主張し、平等主義的色彩が強い。
尚同
賢者の考えに天子から庶民までの共同体全体が従い、価値基準を一つにして社会の秩序を守り社会を繁栄させること。
節用
無駄をなくし倹約せよという教え。
節葬
葬礼を簡素にし、祭礼にかかる浪費を防ぐこと。儒家のような祭礼重視の考えとは対立する。
非命
人々を無気力にする宿命論を否定する。人は努力して働けば自分や社会の運命を変えられると説く。
非楽
人々を悦楽にふけらせ、労働から遠ざける舞楽は否定すべきであること。楽を重視する儒家とは対立する。但し、感情の発露としての音楽自体は肯定も否定もしない。
天志
上帝（天）を絶対者として設定し、天の意思は人々が正義をなすことだとし、天意にそむく憎み合いや争いを抑制する。
明鬼
善悪に応じて人々に賞罰を与える鬼神の存在を主張し、争いなど悪い行いを抑制する。鬼神について語ろうとしなかった儒家とは対立する。

## 逸話
墨翟の逸話として、『墨子』公輸篇の次のような説話がある。
あるとき楚の王は、伝説的な大工公輸盤の開発した新兵器雲梯（攻城用のはしご）を用いて、宋を併呑しようと画策した。それを聞きつけた墨翟は急遽楚に赴いて、公輸盤と楚王に宋を攻めないように迫る。宋を攻めることの非を責められ困った楚王は、「墨翟が公輸盤と机上において模擬攻城戦を行い、墨翟がそれで守りきったなら宋を攻めるのは白紙にしよう」と提案する。机上模擬戦の結果、墨翟は公輸盤の攻撃をことごとく撃退し、しかも手ごまにはまだまだ余裕が有った。王の面前で面子を潰された公輸盤は、「自分には更なる秘策が有るが、ここでは言わないでおきましょう」と意味深な言葉を口にする。そこですかさず墨翟は「秘策とは、私をこの場で殺してしまおうということでしょうが、すでに秘策を授けた弟子300人を宋に派遣してあるので、私が殺されても弟子達が必ず宋を守ってみせます」と答え、再び公輸盤をやりこめた。一連のやりとりを見て感嘆した楚王は、宋を攻めないことを墨翟に誓った。こうして墨翟は宋を亡国の危機から救った。それにもかかわらず、楚からの帰り道、宋の城門の軒先で雨宿りをしていた墨翟は、乞食と勘違いされて城兵に追い払われてしまった。

## 後世の受容

### 中国
秦漢から明末まで、『墨子』が顧みられることはほとんどなかった。わずかな受容例として、王充『論衡』、『孔叢子』詰墨篇、魯勝『墨弁注』、韓愈『読墨子』、黄震『黄氏日鈔』などが挙げられる。葛洪『神仙伝』などでは、墨翟は錬丹術や神仙術に通じた仙人とみなされた。
明末に出版文化の発達により複数の刊本が出た後、清朝考証学者の王念孫・孫星衍・汪中・畢沅・孫詒譲らの諸子学において、『墨子』の校訂整理や再評価が行われた。とくに畢沅は、『墨子』の注釈書（通称『経訓堂本墨子』）を著した。孫詒譲はそれを補って『墨子間詁』を著した。
清末民初の動乱期には、梁啓超や譚嗣同ら変法派の革命思想家に注目された。民国初期には、西洋文化が積極的に摂取される中で、墨子の兼愛や倹約の思想はキリスト教に類似しているとの主張や、墨弁の論理学（中国論理学）や科学的内容への評価が盛んになされた。
1934年、魯迅は上記の公輸篇の説話をもとに、短編小説『非攻』（『故事新編』所収）を著した。
21世紀の中国でも、墨子は中国科学史の源流（「科聖」）として尊重されている。2016年、中国で打ち上げられた世界初の量子科学実験衛星は、墨子にあやかって「墨子号」と呼ばれている。

### 日本
平安時代の『本朝続文粋』所収の藤原敦光の文に『墨子』の引用が見られるが、以降長らく目立った受容はなかった。
江戸時代には、1731年に唐本『墨子』が輸入されて以来、多くの漢学者が墨子を論じた。とくに、1757年に秋山玉山校訂の和刻本『墨子』が刊行され、1835年に上記の『経訓堂本墨子』が輸入されて刊行された。この二つに続く形で多くの研究が出た。
明治時代には、高瀬武次郎らが『墨子』の思想をキリスト教や功利主義と類似視する形で研究した。高瀬の研究は上記の梁啓超にも受容された。
戦後には、全釈漢文大系『墨子』の訳者でもある渡辺卓が、以降の研究の基礎を築いた。
1991年には、酒見賢一が墨家を題材とした歴史小説『墨攻』を著した。同作は2006年に日中韓合作で映画化された。
2004年には、当時首相小泉純一郎が、イラクへの自衛隊派遣に関する国会論争において『墨子』の「義を為すは、毀（そしり）を避け誉（ほまれ）に就くに非ず」（正義を行うということは、世間から嫌われず好かれるように振る舞う、ということではない）という言葉を引用して自説を主張した。

## 新出文献との関係
20世紀末から21世紀にかけて、中国では戦国時代頃の竹簡が複数発見された。その中には『墨子』に関する竹簡もあった。例えば、上博楚簡『鬼神之明』は、明鬼篇と同様の鬼神の賞罰について論じている。また、上博楚簡『鄭子家喪』は鬼神論について、銀雀山漢簡のいくつかは守城戦などの第五部の内容について、関連する記述を含んでいる。